# Johann Friedrich Trentepohl
Johann Friedrich Trentepohl (Oldenburg, 17 de fevereiro de 1748 — Ovelgönne, Oldenbrok, 16 de março de 1806) foi um clérigo luterano e botânico que se destacou no estudo das algas.

## Biografia
Depois de estudar Teologia Protestante na Universidade de Leipzig, Trentepohl trabalhou em Dötlingen e Rodenkirchen como tutor. Em 1781 foi nomeado pastor em Eckwarden, transferindo-se em novembro de 1789 para o lugar de pastor de Oldenbrok.

## Obras
Entre outras, é autor das seguintes obras:
- Oldenburgische Flora zum Gebrauch für Schulen und beim Selbstunterricht (editada por Karl Hagena, 1839)[1]
- Karl Hagena, Johann Friedrich Trentepohl: Phanerogamen-Flora des Herzogthums Oldenburg. Auf Grundlage von Trentepohl’s Flora unter dem Beistande anderer Botaniker. C. Ed. Müller, Bremen 1869[2]

## Literatura
- Wilhelm Olbers Focke (1894). "Trentepohl, Johann Friedrich". In Allgemeine Deutsche Biographie (ADB) (em alemão). 38. Leipzig: Duncker & Humblot. p. 573–573.